# Stratagus
Stratagus ist eine freie Spiel-Engine für Echtzeit-Strategiespiele. Sie läuft unter sehr vielen Betriebssystemen wie Linux, BSD, BeOS/Haiku (ZETA), AmigaOS (benötigt eine PowerPC-Erweiterungskarte und WarpOS), MorphOS, macOS, Solaris und Windows.

## Spiele

### Wargus
Wargus, ehemals FreeCraft, ist eine Warcraft-II-Umsetzung, aus der Stratagus hervorgegangen ist. Stratagus erlaubt eine zeitgemäße Unterstützung von Grafik mittels einer höheren Auflösung und Sound und viele nützliche Erweiterungen. Der Computergegner hat bisher noch nicht das Niveau des originalen DOS-Computergegners erreicht, was aber dadurch abgemildert wird, dass mit den oben genannten Einschränkungen Spiele gegen menschliche Gegner über das Internet in hoher grafischer Auflösung möglich sind. Für den Betrieb wird eine DOS-Version von Warcraft II benötigt, da Wargus keine Grafiken und Sounds bereitstellt.

### Stargus
Stargus ist eine Portierung von StarCraft, die sich aktuell aber noch in der Alpha-Phase befindet.

### Bos Wars

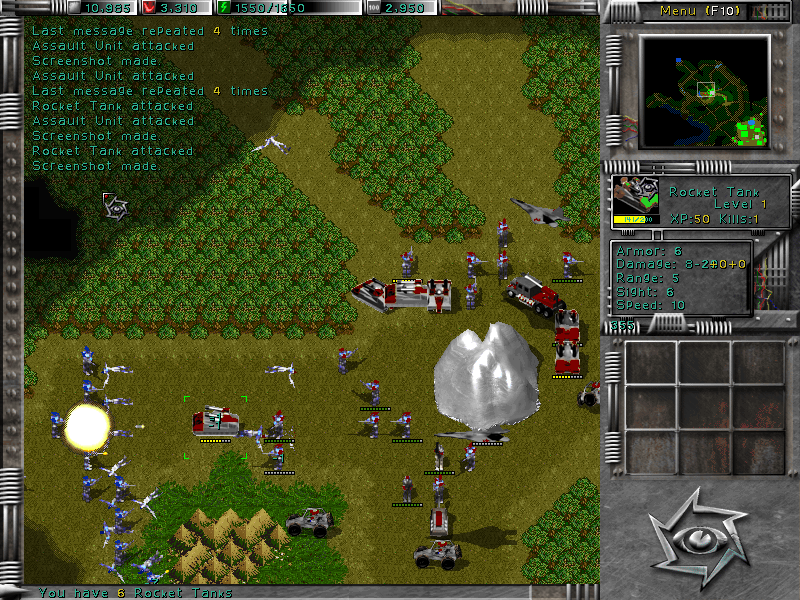
Screenshot aus Bos Wars

Bos Wars, ehemals Battle of Survival, ist ein eigenständiges Spiel, das in der Zukunft angesiedelt ist in der ein Wirtschaftskrieg vorherrscht. Als Ressourcen stehen Energie über Kraftwerke und Magma gefördert über Pumpen zur Verfügung. Das Kampfsystem folgt dem Stein-Schere-Papier-Prinzip.

#### Rezeption
Amiga Future kritisierte das Spiel als etwas träge. Es fehlt an Hintergrundmusik, der Sound sei begrenzt, der Grafikstil wirke veraltet, und die Animationen seien spärlich. Trotz der einfachen Zugänglichkeit bleibe das Gameplay wenig befriedigend.